# باستان‌شکم‌پاسانان
باستان‌شکم‌پاسانان (نام علمی: Archaeogastropoda) نام یک راسته از رده شکم‌پایان است.